# 권재혁
권재혁(權在赫, 1964년 2월 17일 ~ , 경상북도 안동시)은 대한민국의 제7·8대 서울특별시 동대문구의원이다.

## 학력
- 경북산업대학교 토목공학과 학사 졸업

## 경력
- 육군병장 만기전역
- 민주평화통일정책 자문위원
- 장안1동 협의회장
- 장안1동 장학회 이사
- 동대문 포스트 이사
- 동대문 상공회 최고경영자 10기 수료
- 서울시당 박근혜 동대문구 을 선거대책상황본부장
- 서울시당 박근혜 선거대책 홍보 부본부장
- 제19대 대통령 선거 서울시당 동대문구 을 정책개발본부장
- 2014.07 ~ 2018.06 제7대 서울특별시 동대문구의회 의원
- 2014.07 ~ 2016.07 제7대 서울특별시 동대문구의회 전반기 결산검사 대표위원
- 2014.07 ~ 2016.07 제7대 서울특별시 동대문구의회 전반기 운영위원회 부위원장
- 2014.07 ~ 2016.07 제7대 서울특별시 동대문구의회 전반기 복지건설위원회 위원
- 2016.07 ~ 2018.06 제7대 서울특별시 동대문구의회 후반기 복지건설위원회 위원
- 2018.07 ~ 2019.09 제8대 서울특별시 동대문구의회 의원
- 2018.07 ~ 2019.09 제8대 서울특별시 동대문구의회 전반기 복지건설위원회 위원
- 2018.07 ~ 2019.06 제8대 서울특별시 동대문구의회 전반기 예산결산특별위원회 위원
- 2019.06 ~ 2019.09 제8대 서울특별시 동대문구의회 전반기 예산결산특별위원회 위원장

## 수상
- 2016 서울특별시 구의회의장협의회 지방의정대상
- 동대문구의회 복지정책 우수의원 감사패

## 공직선거법 위반
2019년 9월 6일, 대법원에서 권재혁 동대문구의원에게 당선무효형인 공직선거법 위반 벌금 200만원형이 확정되었다.

## 역대 선거 결과
|  | 37.07% |

|  | 25.27% |